# Bruno de Querfurt
San Bruno de Querfurt (c. 970-14 de febrero de 1009), también conocido como Brun o Bonifacio, fue un santificado obispo misionero y mártir cristiano, que fue decapitado cerca de la frontera entre el Rus de Kiev y Lituania mientras intentaba difundir el cristianismo en Europa Oriental. Es también llamado el Segundo Apóstol de los antiguos prusianos.

## Biografía

### Primeros años
Bruno era de una familia noble de Querfurt (actualmente en Sajonia-Anhalt). Hay rumores que explican que era pariente del emperador del Sacro Imperio Romano Germánico Otón III. A los seis años de edad fue enviado a Magdeburgo para ser educado, sede de Adalberto de Magdeburgo, el maestro y tocayo de Adalberto de Praga. En su juventud fue convertido en canónigo de la catedral. Otón III, de quince años de edad, hizo a Bruno parte de su corte real. Mientras estuvo en Roma para la coronación imperial de Otón, Bruno halló a Adalberto de Praga, el primer apóstol de los prusianos (que sería asesinado un año después), que inspiró a Bruno para escribir una biografía de San Adalberto cuando llegó al recientemente cristianizado y consolidado reino de Hungría. Bruno pasó mucho tiempo en el monasterio en el que Adalberto se hizo monje y donde el abad Juan Canaparius escribió una vida de San Adalberto. Posteriormente, Bruno ingresó en un monasterio cluniacense cercano a Rávena, fundado por San Otón, donde llevó a cabo un severo entrenamiento ascético bajo la guía de San Romualdo, quien más tarde fundaría la Orden de la Camáldula.

### Vida misionera

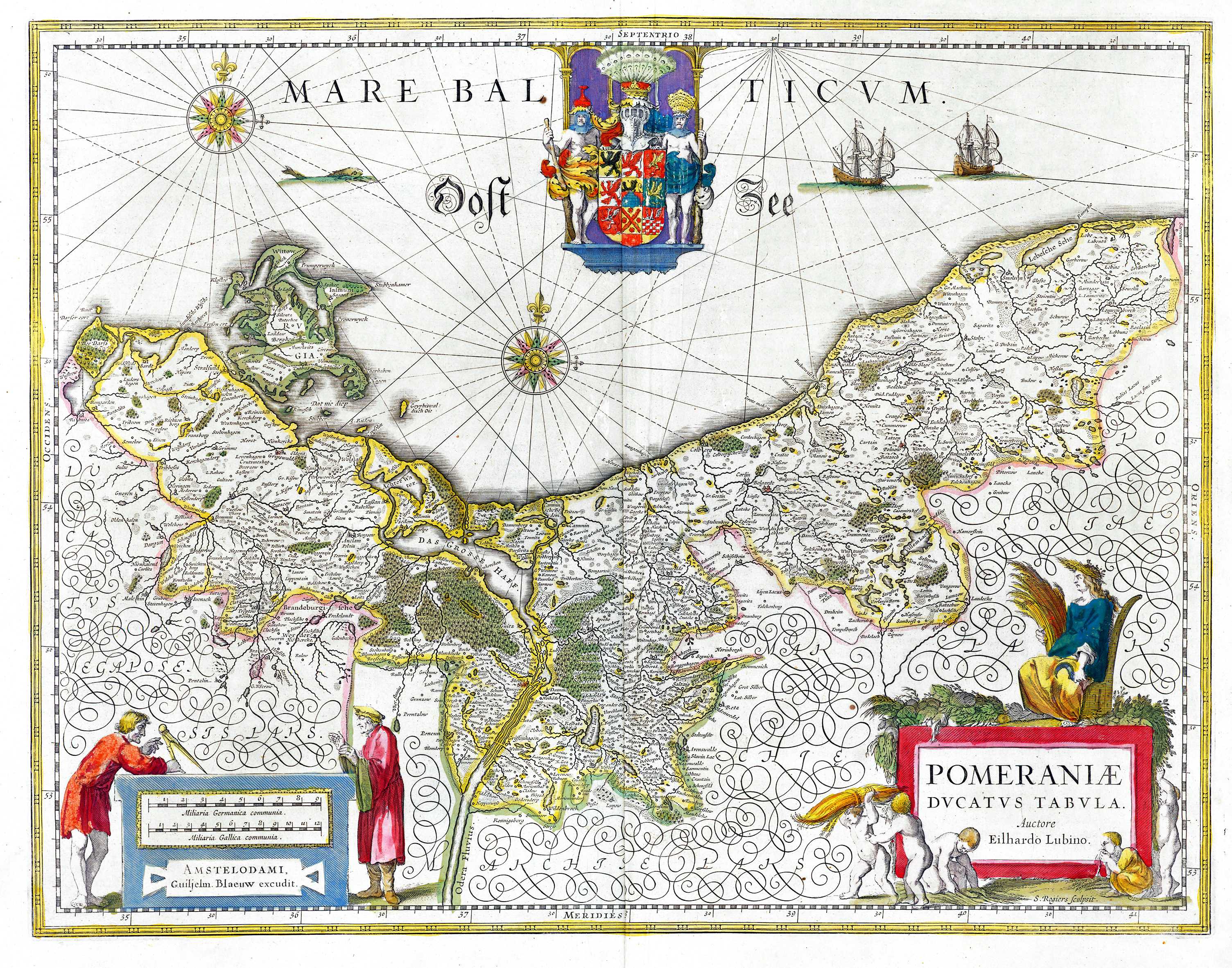
Las tierras que debía convertir San Bruno en 1003 estaban en la región mostrada en la orilla izquierda del Oder, Pomerania Occidental a lo largo de la costa, o el futuro Margraviato de Brandeburgo, al sur.

Otón III esperaba abrir un monasterio entre el río Elba y el Oder (en algún lugar de las tierras paganas que se convertirían en el Margraviato de Brandeburgo o Pomerania occidental), para ayudar a convertir a la población local al cristianismo. En 1003 el papa Silvestre II nombró a Bruno, a los 33 años de edad, para encabezar una misión entre los pueblos paganos de Europa Oriental. Debido a un conflicto regional entre Enrique II, emperador, y Boleslao I de Polonia, retrasó sus planes para el monasterio, por lo que Bruno se dirigió a Hungría. Allí fue a los lugares en los que había estado Adalberto de Praga. Bruno intentó convertir a Ahtum, el duque del Banato, que era un cristiano ortodoxo, al catolicismo, pero esto precipitó una gran controversia que condujo a la oposición organizada de los monjes ortodoxos. Bruno prefirió dejar la región después de haber acabado su libro, la famosa Vida de San Adalberto, un homenaje literario de mucho valor sobre la historia de la conversión relativamente reciente de los húngaros.
Tras su error diplomático, Bruno fue a Kiev, donde el gran duque Vladímir I de Kiev le autorizó para convertir a la cristiandad a los pechenegos, un pueblo túrquico seminómada que vivía entre el Danubio y el Don. Bruno pasó cinco meses allí y bautizó a unos treinta adultos. Ayudó a concretar un tratado de paz entre ellos y el gobernante de Kiev.
Antes de viajar a Polonia, Bruno consagró un obispo para los pechenegos. Mientras estuvo en Polonia, consagró al primer obispo de Suecia y se dice que envió emisarios para bautizar al rey de Suecia, cuya madre había venido de Polonia. Bruno se halló entonces con que su amigo Benedicto y sus compañeros habían sido asesinados por bandidos en 1003. Bruno tomó testimonio de los relatos y escribió una historia de los denominados «Cinco Hermanos Martirizados».

### Misión en Prusia y muerte
En otoño de 1008, Bruno y dieciocho compañeros suyos se dirigieron en misión entre los prusianos, consiguiendo convertir a Netimer, un «rey de lituanos», y luego se dirigieron hacia el este, dirigiéndose a Yotvingia, que era una región prusiana subordinada entonces al Rus de Kiev (desde 983), situada en la encrucijada entre las fronteras entre Prusia, el Rus de Kiev y el Ducado de Lituania.
San Bruno fue decapitado el 14 de febrero de 1009, mientras que la mayoría de sus compañeros fueron colgados el mismo día por Zebeden, hermano del recientemente convertido Netimer. El duque Boleslao el Bravo trajo los cuerpos a Polonia. Se supone que fueron enterrados en Przemyśl, donde algunos historiadores creen que estaba la diócesis de Bruno (esta localización del lugar de enterramiento de Bruno es poco probable, ya que Przemyśl por aquel entonces pertenecía al Rus de Kiev ortodoxo). Los Anales de Magdeburgo, la Crónica de Tietmaro de Merseburgo, los Anales de Quedlinburg, varias obras de los obispos de Magdeburgo y otras fuentes escritas entre los siglos XI y XV registran esta historia.
Poco después de su muerte, Bruno y sus compañeros fueron venerados como mártires y Bruno sería canonizado. Se dice que Braunsberg fue llamada así en honor a san Bruno.